# Province de Bolognesi
Pour les articles homonymes, voir Bolognesi.
La province de Bolognesi (Provincia de Bolognesi en espagnol) est l'une des 20 provinces de la région d'Ancash, au Pérou. Son chef-lieu est la ville de Chiquián.

## Géographie
La province couvre une superficie de 3 154,80 km2. Elle est limitée au nord par la province de Recuay et la province de Huari, à l'est par la région de Huánuco, au sud et à l'ouest par la région de Lima, la province d'Ocros et la province de Huarmey.

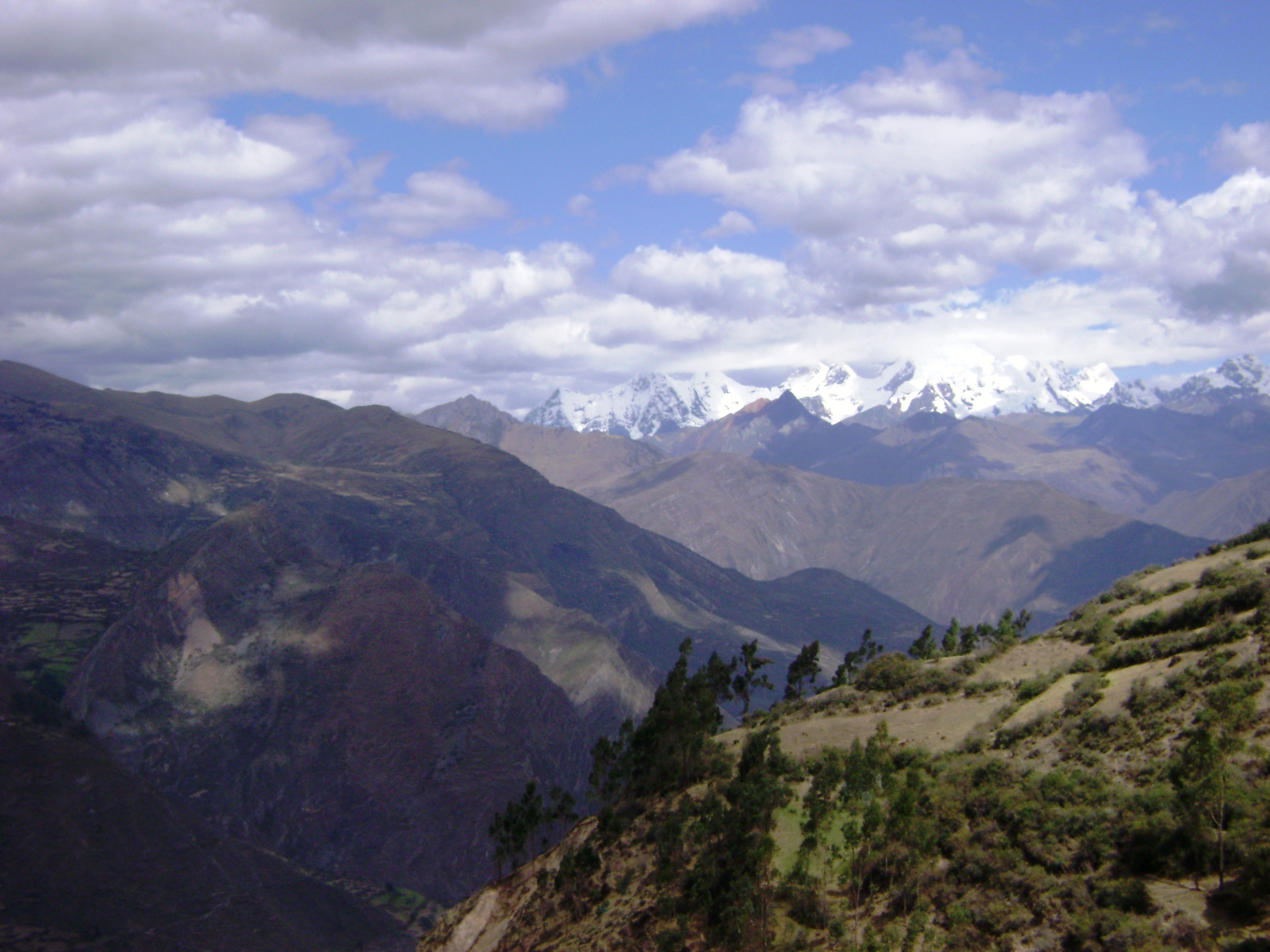
Chaîne de montagnes Waywash vue de Chiquián

## Population
La population de la province s'élevait à 30 725 habitants en 2007 (INEI) .

## Subdivisions
La province est divisée en 15 districts :
- Abelardo Pardo Lezameta
- Antonio Raymondi
- Aquia
- Canis
- Colquioc
- Cajacay
- Chiquián
- Huallanca
- Huasta
- Huayllacayán
- La Primavera
- Mangas
- Pacllón
- San Miguel de Corpanqui
- Ticllos